# Linia kolejowa Gołdap – Węgorzewo
Linia kolejowa Gołdap – Węgorzewo – zlikwidowana normalnotorowa linia kolejowa łącząca stację Gołdap ze stacją Węgorzewo.

## Historia
Linia została otwarta w 15 listopada 1878 roku na odcinku Gołdap – Darkehmen Ost (ob. Oziorsk, pol. Darkiejmy). 1 lipca 1914 roku otwarto pozostałą część linii z Darkehmen do Węgorzewa. Rozstaw szyn wynosił 1435 mm, a jej długość 57,8 kilometra. Obecnie linia nie istnieje.